# Mon Geudong (Peureulak Barat)
Mon Geudong is een bestuurslaag in het regentschap Aceh Timur van de provincie Atjeh, Indonesië. Mon Geudong telt 331 inwoners (volkstelling 2010).